# الطريق إلى يو إف سي الموسم 3
الطريق إلى يو إف سي الموسم 3 (بالإنجليزية: Road to UFC Season 3) هي دورة 2024 من الطريق إلى يو إف سي، وهي سلسلة أحداث فنون القتال المختلطة يُنافس فيها أفضل مُقاتلي فنون القتال المختلطة الآسيويين للفوز بعقود مع يو إف سي.

## الحلقة 2
1. ↑  ربع نهائي الطريق إلى يو إف سي لوزن الريشة للموسم الثالث.
2. ↑  ربع نهائي الطريق إلى يو إف سي لوزن القشة للسيدات للموسم الثالث.
3. ↑  ربع نهائي الطريق إلى يو إف سي لوزن الريشة للموسم الثالث.
4. ↑  ربع نهائي الطريق إلى يو إف سي لوزن القشة للسيدات للموسم الثالث.

## وصلات خارجية
- Road to UFC